# Успенка (Новокузнецкий район)
Успе́нка — посёлок в Новокузнецком районе Кемеровской области. Входит в состав Красулинского сельского поселения.

## География
Центральная часть населённого пункта расположена на высоте 288 м над уровнем моря.

## Население
| 2010 |
| ---- |
| 285  |

### Половой состав
По данным Всероссийской переписи населения 2010 года, в посёлке Успенка проживало 285 человек (130 мужчин, 155 женщин).